# ノンサッチ・レコード
ノンサッチ・レコード（英: Nonesuch Records）は、アメリカのレコード・レーベル/レコード会社。エレクトラ・レコードの創設者でもあるジャック・ホルツマンによって1964年に設立された。

## 概要
初期はヨーロッパのクラシック音楽を認可するレーベルとして発足、1960年代後半からはワールドミュージックの先駆者としても活動。現在はワーナー・ミュージック・グループ（WMG）の一部にある。
2004年にWMGの親元のタイム・ワーナーはWMGを投資家グループに売却し、WMGは大きく改編を行う。これに伴い、本社（ワーナー・ブラザース・レコード）のジャズ部門の閉鎖や、かつての親会社エレクトラも本社に合併された事によりレーベルを閉じる。それによりエレクトラ他のアーティストは契約を解除されたが、ノンサッチは彼等の再契約のWMG系レーベルの一つとなる。

## 沿革
- 1964年、エレクトラ・レコードの子会社（サブ・レーベル）としてジャック・ホルツマンによって設立。
- 1970年、キニー・ナショナル・コーポレーション（後にワーナー・コミュニケーションズに改名）に親会社のエレクトラ・レコードとともに買収される。
- 2004年、ワーナー・ミュージック・グループ内の改編に伴い、その中の一部のアーティストがノンサッチと契約する。

## 主なアーティスト
※過去に所属し、現在は離籍したアーティストも含む
- アマドゥ&マリアム
- エディ・パルミエリ
- ジプシー・キングス
- パット・メセニー（パット・メセニー・グループ）
- ビル・フリゼール
- ブエナ・ビスタ・ソシアル・クラブ
- ブラッド・メルドー
- ユッスー・ンドゥール
- ランディ・ニューマン
- ライ・クーダー
- ジョニ・ミッチェル
- スティーヴ・ライヒ
- ブライアン・ウィルソン
- デヴィッド・バーン
- ウィルコ
- ジョン・ゾーン
- ケニー・ギャレット
- ザ・ブラック・キーズ